# Tattiche d'amore
Tattiche d'amore (Aşk Taktikleri) è un film turco del 2022 diretto da Emre Kabakuşak, scritto da Pelin Karamehmetoğlu, prodotto da O3 Medya ed ha come protagonisti Demet Özdemir e Şükrü Özyıldız. Il film è stato distribuito sulla piattaforma di streaming Netflix l'11 febbraio 2022.

## Trama
Un professionista della pubblicità, Kerem, e una stilista-blogger, Aslı Yıldırım, non credono nell'amore, quindi scommettono che uno di loro si innamorerà dell'altra, con tattiche insolite.

## Personaggi e interpreti
- Aslı Yıldırım, interpretata da Demet Özdemir, doppiata da Valentina Favazza.
- Kerem, interpretato da Sukru Ozyildiz, doppiato da Flavio Aquilone.
- Cansu, interpretata da Deniz Baydar, doppiata da Emanuela Ionica.
- Servet, interpretato da Özgür Ozan, doppiato da Pasquale Anselmo.
- Emir, interpretato da Doğukan Polat, doppiato da Daniele Di Matteo.
- Meltem, interpretata da Yasemin Yazici, doppiata da Margherita De Risi.
- Ezgi, interpretata da Hande Yilmaz, doppiata da Martina Felli.
- Tuna, interpretato da Atakan Celik, doppiato da Francesco Pezzulli.

## Produzione
Il film è diretto da Emre Kabakuşak, scritto da Pelin Karamehmetoğlu e prodotto da O3 Medya.

### Riprese
Le riprese del film sono state effettuate a Istanbul e a Cappadocia, capoluogo di Kayseri e Nevşehir.

## Distribuzione
Il film è stato distribuito sulla piattaforma di streaming Netflix l'11 febbraio 2022.